# Inès Arouaissa
Inès Chiama Arouaissa (arabisch إيناس أرويسة, DMG Īnās Arwaisa; * 30. Juni 2001 in Dijon) ist eine französisch-marokkanische Fußballtorhüterin.

## Karriere

### Klub
Von 2016 (im Alter von 15 Jahren) bis 2020 war sie in der Jugend von Olympique Marseille aktiv und wechselte dort dann in die erste Mannschaft. Bereits in der Saison 2017/18 saß sie schon zwei Mal bei Spielen dieser auf der Bank. Für diese kam sie in dieser ganzen Zeit aber nicht einmal zum Einsatz. Somit schloss sie sich zur Saison 2022/23 der AS Cannes an, welche in der ersten Regionalliga spielen. Dort hatte sie am 11. September 2022 ihr erstes Spiel, wo sie bei einem 5:0-Sieg auch ihren Kasten sauber hielt. Am Ende ihrer Debüt-Saison stieg sie mit ihrer Mannschaft in die D3 auf.

### Nationalmannschaft
Für die A-Nationalmannschaft von Marokko wurde sie erstmals im Juni 2021 nominiert. Hier kam sie dann auch am 10. Juni bei einem 3:0-Sieg über Mali zu ihrem ersten Einsatz zwischen den Pfosten. Eine erneute Nominierung folgte dann auch zu einem Trainingslager im Oktober 2022, wo sie aber in keinem der jeweils ausgetragenen Spiele dabei eingesetzt wurde. Auch bei den Länderspielen im April 2023 wurde sie nicht eingesetzt.
Bei der Weltmeisterschaft 2023, wurde sie für den finalen Kader der Mannschaft nominiert. Die FIFA selbst weist sie zu dieser Zeit mit 5 Länderspieleinsätzen aus.